# ヘラクレスとヒュドラ (ポッライオーロ)
『ヘラクレスとヒュドラ』（伊: Ercole e l'Idra, 英: Hercules and the Hydra）は、アントニオ・デル・ポッライオーロが制作した1475年頃のテンペラ・グラッサによる17 x 12 cm の板絵であり、同じ画家による『ヘラクレスとアンタイオス』と対をなしている。どちらの作品も現在、フィレンツェのウフィツィ美術館にある。二作品は、古典芸術を思い起こさせ、キリスト教哲学に照らしてギリシャとローマの神話を解釈する、ネオプラトン・アカデミーの影響を示している。

## 概要
1494年7月13日付けのアントニオからジェンティル・ヴィルジニオ・オルシーニへの手紙には、ピエロ・ディ・コジモ・デ・メディチによって、アントニオ・デル・ポッライオーロとピエロ・デル・ポッライオーロに依頼されたヘラクレスの業績をテーマとする三点の正方形の絵画が記録されている。それらの絵画は、30年前に制作されたものであり、ロレンツォ・デ・メディチ死後にパラッツォ・メディチの目録にあったと記されている。三作品は、再度ラファエロ・ボルギーニの1584年の Riposo で言及されているが、それ以降は記録文書から消えている。
おそらく私的な研究のために制作された、現在ウフィツィ美術館にある二作品は、アントニオからの手紙に記載されている三作品のうちの二作品のスケッチかもしれない。または、その三作品中のニ作品の複製、またはそれ自体でオリジナルの作品かもしれないが、おそらくメディチ家のために制作され、おそらくアントニオのブロンズ彫刻である『ヘラクレスとアンタイオス』と関連している可能性がある。この彫刻は、1475年頃にロレンツォから依頼され、現在はバルジェロ美術館にある。 ウフィツィ美術館の二作品は、最初はフィレンツェのゴンディ家の1609年の作品目録に明確に記録されており、元々は異なる地平線を持つ別々の作品であったにもかかわらず、その時点までには結合された二連祭壇画を形成していた。二作品は、第二次世界大戦中に失われたが、1963年にロドルフォ・シビエロによってロサンゼルスで回収され、1991年に修復された。